# Anthony Duncombe (1er baron Feversham)
Anthony Duncombe, 1er baron Feversham (v. 1695 - 18 juin 1763), est un propriétaire britannique et un homme politique qui siège à la Chambre des communes de 1727 à 1747, année où il est élevé à la pairie avec le titre de baron Feversham.

## Biographie
Il est le fils de Anthony Duncombe et de Jane Cornwallis, fille de Frederick Cornwallis, fils cadet de Frederick Cornwallis (1er baron Cornwallis). En 1721, il hérite de la moitié des énormes domaines de son oncle, Charles Duncombe. La même année, il est élu député de Salisbury lors d'une élection partielle le 6 mai 1721. Il conserve son siège lors des élections générales de 1722 à 1727. Aux élections générales de 1734, il est réélu sans opposition en tant que député de Downton jusqu'en 1741. Il quitte son siège en 1747 lorsqu'il est élevé à la pairie sous le nom de Lord Feversham, baron de Downton, dans le Wiltshire.
Lord Feversham est marié trois fois. Il épouse Margaret Verney, fille de George Verney, 12e baron Willoughby de Broke, en 1716. Il n'y a pas d'enfants de ce mariage. Après sa mort en octobre 1755, il épouse en secondes noces Frances Bathurst, fille de Peter Bathurst, en 1756. Ils ont un enfant, Frances Duncombe (1757-1827). Lady Feversham est décédée peu de temps après la naissance de sa fille. Lord Feversham épouse en troisièmes noces Anne Hales, fille de Thomas Hales (3e baronnet), en 1758. Ils ont une fille, Anne Duncombe (décédée en 1829), qui épouse le fils de son beau-père, Jacob Pleydell-Bouverie (2e comte de Radnor). Lord Feversham est décédé en juin 1763. Comme il n'a pas de fils, la baronnie disparait avec lui. Lady Feversham se remarie avec William Bouverie (1er comte de Radnor). Elle meurt en juin 1795. La baronnie est rétablie en 1826 en faveur de Charles Duncombe (1er baron Feversham), un parent de Lord Feversham, descendant de la tante de Feversham, Ursula Duncombe, qui hérite de l'autre moitié de la fortune de Charles Duncombe.